# 冠詞

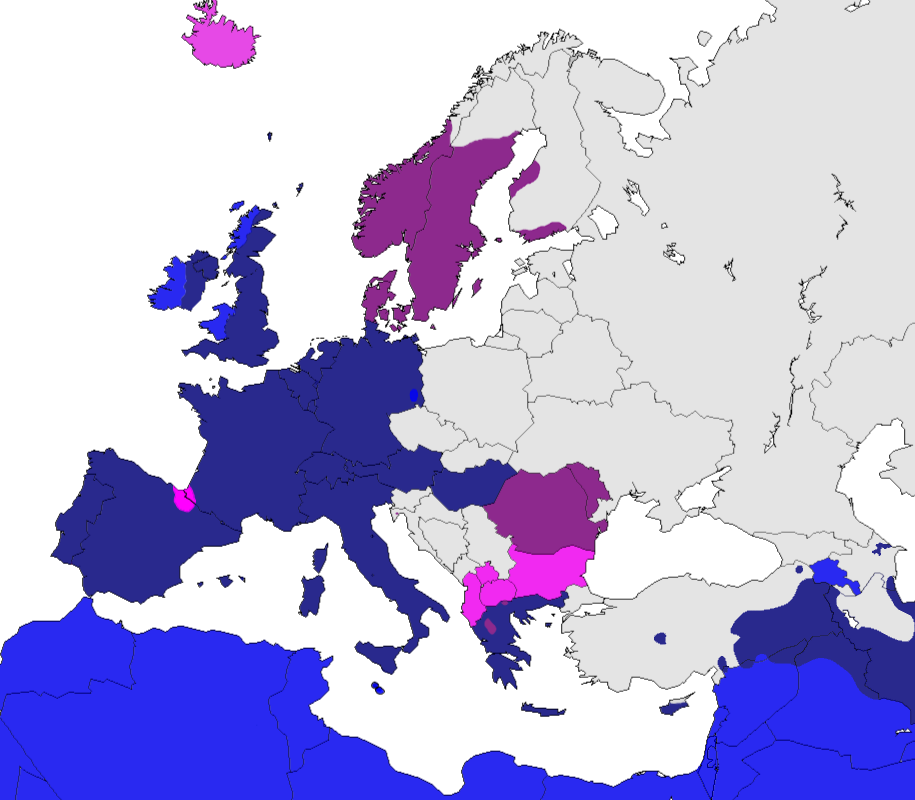
ヨーロッパ周辺の冠詞の分布
前置不定冠詞と前置定冠詞
前置定冠詞のみ
前置不定冠詞と後置定冠詞
後置定冠詞のみ
冠詞なし

冠詞（かんし、article）とは、名詞と結びついて、その名詞を主要部とする名詞句の定性（聞き手が指示対象を同定できるかどうか）や特定性（特定の対象を指示しているかどうか）を示す要素である。

## 概要
名詞の前と後ろのどちらに置かれるかは言語によって異なる。
結びつく名詞の素性（数、性、格など）によって変化することもある。
指示語ともに限定詞という品詞を構成することもある（英語など）。一方、指示詞と冠詞は別々の位置を占めることもある。たとえばカナ語では、定冠詞は名詞の前、指示詞は名詞の後ろに置かれ、同時に用いることができる。
しばしば接語であり、また直後の語の発音によって変化することがある。たとえば、次の語の語頭が母音であるときに、次が子音であるときに比べ、母音を省略したり子音を補ったりすることがよく行われる。英語の定冠詞は、次が子音であるときに弱形の発音を持つ。
一部の言語では、接置詞と隣接するとき、前置詞と冠詞の縮約となることがある。フランス語では縮約形を持つ組み合わせの時には、必ず縮約形を使わなければならない（例: de + le → du）が、ドイツ語では意味の違いで使い分ける（例: 通常は von + dem → vom だが指示的な場合は von dem のままとする）など、言語によって様々である。
なお、ロマンス諸語の元となったラテン語には冠詞がなく、ロシア語や多くのスラブ語派、そしてペルシア語のように、インド・ヨーロッパ語族に属する言語にも冠詞のないものもある。冠詞の用法は最近数百年間に北西ヨーロッパで急激に発達している。

## 冠詞の種類
冠詞は、結びつく名詞を主要部とする名詞句が定または特定の対象を指すことを表す定冠詞（ていかんし、definite article）と、不定の対象を指すことを表す不定冠詞（ふていかんし、indefinite article）に大別できる。
指示語とは別に定冠詞を持つ言語は、主に、西ヨーロッパ、アフリカ中部、太平洋、メソアメリカなどによく見られる。アジア、南アメリカ、西海岸を除く北アメリカには比較的少ない（地図）。
不定冠詞を持つ言語は、ヨーロッパ、アフリカ中部・南部、中東からミャンマーにかけて、ニューギニア東部と太平洋、中央アメリカによく見られる。北米・南米、オーストラリア、北アジアには少ない（地図）

### 定冠詞
定（文脈上、同定できるもの）を表す名詞の前に置く。
- 既出のもの。それ。
- 一つしかないと一般に認知されているもの。太陽（英語 the sun, ドイツ語 die Sonne, フランス語 le soleil）など。
- その名詞が表すもの総体。…というもの。
- 固有名詞の前で使われることがある。英語では普通名詞を固有名詞として用いる場合（例：合衆国 the United States）、複数形の固有名詞の前（例：バハマ The Bahamas）。フランス語では国や川の名前の前、また特定の人名、都市名（例：ル・コルビュジエ Le Corbusier）。
- 形容詞を名詞化する。例えば、英語で the rich は rich people を表す。
- 様態の付与を行う。例えば"The Nancy I know is really hearty."という文章では「私の知っているナンシーはとても心優しい」というようにあるものに対する話者の様態の意識を示している。

#### 後置定冠詞
冠詞は単語の前に独立して付けられる言語が多いが、言語によっては、定冠詞は名詞の後ろに付いて、曲用語尾のように見える。このような定冠詞を後置定冠詞 (postposed article)と呼ぶ。語尾定冠詞、定形語尾 (definite suffix)ともいう。北ゲルマン語群の他、バルカン言語連合のルーマニア語、ブルガリア語、マケドニア語、アルバニア語やアルメニア語に見られる。

### 不定冠詞・部分冠詞
不定冠詞は、不定の名詞（文脈に新たに導入されたものを指す名詞）の前に置く。単数形の不定冠詞しかない言語と、単複両形がある言語があり、単数形には一般に、数の 1 を表す単語が用いられる。前者の場合（英語の a/an、ドイツ語の ein とその変化形、オランダ語の een 等）は、不定の単数の可算名詞の前にのみ置かれて、名詞が複数の場合や不可算名詞の場合には、不定のものを表す名詞の前でも置かれない。後者の場合、例えばフランス語では、単数の可算名詞の前には単数形 un/une、複数の可算名詞の前には複数形 des が置かれる。
スペイン語、ポルトガル語には、不定冠詞の単数形からアナロジーにより派生した不定冠詞の複数形が存在する。
部分冠詞は、フランス語、イタリア語などに独特の冠詞で、不可算名詞のための不定冠詞と考えられる。起源的には、部分の属格から発生したもので、そのため属格の前置詞と定冠詞が合わさった形をしている。これは不定冠詞の複数形でも同様である。フランス語の場合は、属格の前置詞 de を用いて、不定冠詞の複数形（男女同形）は de + les → des、部分冠詞は男性形 de + le → du、女性形 de la となる。イタリア語の場合は、属格の前置詞 di を用い、不定冠詞の複数形は部分冠詞として扱われる。
これらの言語では、不定冠詞の複数形 + 名詞（複数形）または部分冠詞 + 不可算名詞の形で総称を表現することはできない。例えば、「私はりんごが好きだ」に対応する文は、英語ではりんごを無冠詞の名詞の複数形にする。
- I like apples.

しかしフランス語では、不定冠詞 + 名詞（複数形）では総称にはならず、定冠詞 + 名詞（複数形）にしなければならない。
- *J'aime des pommes. （誤り）
- J'aime les pommes.

これは、不定冠詞の複数形が部分冠詞と同じく部分の属格に発しているため、不定冠詞の複数形 + 名詞（複数形）の形だと「全てではなくいくつかのりんご」の意味になるからである。同様に、「私はパンが好きだ」に対応する文は、英語ではパンを無冠詞の不可算名詞とする。
- I like bread.

しかしフランス語では、部分冠詞 + 不可算名詞では総称にはならず、定冠詞 + 不可算名詞にしなければならない。
- *J'aime du pain. （誤り）
- J'aime le pain.

### 冠詞の機能
冠詞の機能は二つある。一つは、名詞句の定不定を規定することで、これを談話機能という。定には定冠詞、不定には不定冠詞を用いる。現在の生成文法では、冠詞を含む限定詞こそがいわゆる名詞句の主要部であるという DP 仮説（DP: Determiner Phrase、限定詞句）がある。また冠詞に名詞が付くのであって、名詞に冠詞を付けるのではないという母語話者の内省報告もある。
もう一つは、名詞を可算名詞として用いているか不可算名詞として用いているかを規定することで、これを認知機能という。以下に英語とフランス語の不定の例を示す。
|        | 英語     | フランス語  | 意味                               |
| ------ | -------- | ----------- | ---------------------------------- |
| 可算   | an apple | une pomme   | 数えられる物としての単数のりんご   |
| 可算   | apples   | des pommes  | 数えられる物としての複数のりんご   |
| 不可算 | apple    | de la pomme | すりりんごなどの物質としてのりんご |

英語では複数および不可算では無冠詞となる。これをゼロ冠詞と見なしても良い。複数名詞は複数形の語尾 -s を持つ。
フランス語では不定冠詞に単複があり、また不可算には部分冠詞を用いる。名詞は単複の違いはなく同音であり、正書法でのみ書き分ける。したがって聞き取りにおいて冠詞が単複の区別の手がかりとなる。
ドイツ語の冠詞は名詞の性・数・格を示す役割も持つ。ドイツ語では名詞の語形から性を知ることが難しく、名詞自体の格変化が乏しく、単複同形の名詞も少なからずあるため、名詞の性・数・格はむしろ冠詞によって示される。不定冠詞 ein はもともと不変化だったが、現代ドイツ語では変化語尾を獲得し、名詞の性・格を示す機能をも担うようになった。

### 総称表現と冠詞
冠詞は、総称表現と密接な関係がある。例えば、日本語で「ライオンは危険な動物である」と言った場合、特殊な文脈でない限り、『ライオンは総じて危険である』という意味をなし、（どの1頭かは特定されないが）あるライオン（だけ）が危険だとか、特定のライオンだけが危険だということは意味しない。ここで、ライオンは可算名詞である。これに対応する文は、不定冠詞の複数形や部分冠詞のない英語では、
1. A lion is a dangerous animal. （不定冠詞・単数: 下二つの中間的な表現）
2. Lions are dangerous animals. （無冠詞・複数: 会話的で一般的な表現）
3. The lion is a dangerous animal. （定冠詞・単数: 文章的な堅い表現）
4. *The lions are dangerous animals. （定冠詞・複数: 総称的表現としては誤り）

である。この場合、 1 においては多数から代表個体を抽出するという性質から「あるライオンですら一頭の危険な動物である」、 2 においては全体を集合個体と見なすという性質から「あるライオンたちは一群の危険な動物である」、 3 においては定冠詞の抽象性の付与によるある個体と他の個体の間の境界を策定するという性質から「ライオンというものは一種の危険な動物である」となり、それぞれに総称的意味が現出する。しかし 4 では総称的表現として解釈すると「*『ライオンというもの』たちは一群の危険な動物である」というように概念としてのライオンが複数あるような表現になってしまい不適となる（「そのライオンたちは一群の危険な動物である」という個別的表現としてならば解釈可能である）。
一方、不定冠詞の複数形や部分冠詞のあるフランス語では、
1. Un lion est un animal dangereux. （不定冠詞・単数: 例外を許さない強い総称的表現）
2. *Des lions sont des animaux dangereux. （不定冠詞・複数: 総称的表現としては誤り）
3. Le lion est un animal dangereux. （定冠詞・単数: 一般的概念としてのライオン）
4. Les lions sont des animaux dangereux. （定冠詞・複数: 自然な集合としてのライオン全体）

である。上記の各組の文はいずれも補語の「危険な動物」は不定であり、主語の単数・複数と一致している。この場合、1 においては多数から代表個体を抽出するという性質を更に推し進めて「どのライオンであろうと一頭の危険な動物である」、3 においては定冠詞の抽象性の付与によるある個体と他の個体の間の境界を策定するという性質から「ライオンというものは一種の危険な動物である」、4 においては定冠詞の抽象性の付与と全体を集合個体と見なすという性質から「ライオンという種は一群の危険な動物である」となり、それぞれに総称的意味が現出する。しかし 2 では総称的表現として解釈すると「*『あるライオンたち』ですら一群の危険な動物である」というように代表個体が複数例に割り振られることで概念が曖昧になってしまい不適となる（「あるライオンたちは一群の危険な動物である」という個別的表現としてならば解釈可能である）。
不可算名詞の総称表現、例えば、「ビールはアルコール飲料である。」に対応する文は、英語では、
- Beer is an alcoholic drink. （無冠詞、一般的）
- *The beer is an alcoholic drink. （Beerは不可算名詞なのでtheは付けない）

であり、先の定冠詞（+ 可算名詞複数）と同様にこちらも定冠詞は不適である。一方、フランス語では、
- La bière est une boisson alcoolique. （定冠詞）
- *De la bière est une boisson alcoolique. （部分冠詞、誤り）

であり、先の不定冠詞複数（+ 可算名詞複数）と起源を同一にする部分冠詞（+ 不可算名詞）では総称にならない。このようにいずれの例でも総称的表現においての適・不適には同様の関係性が成立している。

## 各言語の冠詞
| 言語                                     | 定冠詞                                                                                         | 部分冠詞                                           | 不定冠詞                                               |
| ---------------------------------------- | ---------------------------------------------------------------------------------------------- | -------------------------------------------------- | ------------------------------------------------------ |
| アブハズ語                               | a-                                                                                             |                                                    | -k                                                     |
| アフリカーンス語                         | die                                                                                            |                                                    | 'n                                                     |
| アルバニア語                             | -a, -ja, -i, -ri, -ni, -u, -t, -in, -un, -n, -rin, -nin, -në, -ën, -s, -së, -ës, -të, -it, -ët | disa                                               | një                                                    |
| アラビア語                               | ال (al- / el-)                                                                                 |                                                    | -n                                                     |
| アルメニア語                             | -ը, -ն                                                                                         |                                                    |                                                        |
| アッサム語                               | -tû, -ta, -ti, -khôn, -khini, -zôn, -zôni, -dal, -zûpa                                         |                                                    | êta, êkhôn, êzôn, êzôni, êdal, êzûpa                   |
| ベンガル語                               | -টা, -টি, -গুলো, -রা, -খানা                                                                           |                                                    | একটি, একটা, কোন                                           |
| ブルトン語                               | an, al, ar                                                                                     |                                                    | un, ul, ur                                             |
| ブルガリア語                             | -та, -то, -ът, -ят, -те                                                                        |                                                    | един/някакъв, една/някаква, едно/някакво, едни/някакви |
| カタルーニャ語                           | el, la, l', els, les, ses, lo, los, es, sa                                                     |                                                    | un, una, uns, unes                                     |
| コーンウォール語                         | an                                                                                             |                                                    |                                                        |
| デンマーク語                             | -en, -n, -et, -t, -ene, -ne                                                                    |                                                    | en, et                                                 |
| オランダ語                               | de, het ('t), des, der, den                                                                    |                                                    | een ('n)                                               |
| 英語                                     | the                                                                                            |                                                    | a, an                                                  |
| エスペラント                             | la                                                                                             |                                                    |                                                        |
| フィンランド語（口語のみ。文語にはない） | se                                                                                             |                                                    | yks(i)                                                 |
| フランス語                               | le, la, l', les                                                                                | du, de, d', de la, des, de l'                      | un, une, des                                           |
| ドイツ語                                 | der, die, das, des, dem, den                                                                   |                                                    | ein, eine, einer, eines, einem, einen                  |
| ギリシア語                               | ο, η, το, οι, οι, τα                                                                           |                                                    | ένας, μια, ένα                                         |
| ハワイ語                                 | ka, ke, nā                                                                                     |                                                    | he                                                     |
| ヘブライ語                               | ה (ha-)                                                                                        |                                                    |                                                        |
| ハンガリー語                             | a, az                                                                                          |                                                    | egy                                                    |
| アイスランド語                           | -(i)nn, -(i)n, -(i)ð, -(i)na, -num, -(i)nni, -nu, -(i)ns, -(i)nnar, -nir, -nar, -(u)num, -nna  |                                                    |                                                        |
| インターリングア                         | le                                                                                             |                                                    | un                                                     |
| アイルランド語                           | an, na, a'                                                                                     |                                                    |                                                        |
| イタリア語                               | il, lo, la, l', i, gli, le                                                                     | del, dello, della, dell', dei, degli, degl', delle | un', uno, una, un                                      |
| カシ語                                   | u, ka, i, ki                                                                                   |                                                    |                                                        |
| クルド語                                 | -eke, -ekan                                                                                    | hendê, birrê                                       | -êk, -anêk                                             |
| ルクセンブルク語                         | den, déi (d'), dat (d'), dem, der                                                              | däers/es, däer/er                                  | en, eng, engem, enger                                  |
| マケドニア語                             | -от, -ов, -он, -та, -ва, -на, -то, -во, -но, -те, -ве, -не, -та, -ва, -на                      | неколку                                            | еден, една, едно, едни                                 |
| マン島語                                 | y, yn, 'n, ny                                                                                  |                                                    |                                                        |
| マルタ語                                 | (i)l-, (i)ċ-, (i)d-, (i)n-, (i)r-, (i)s-, (i)t-, (i)x-, (i)z-, (i)ż-                           |                                                    |                                                        |
| ノルウェー語ブークモール                 | -en, -et, -a, -ene, -a                                                                         |                                                    | en, et, ei                                             |
| ノルウェー語ニーノシュク                 | -en, -et, -a, -ane, -ene, -a                                                                   |                                                    | ein, eit, ei                                           |
| パピアメント語                           | e                                                                                              |                                                    | un                                                     |
| パシュトー語                             |                                                                                                |                                                    | يو, يوهٔ, يوه, يوې (yaow, yaowə, yaowa, yaowey)         |
| ペルシア語                               |                                                                                                |                                                    | yek (1)                                                |
| ポルトガル語                             | o, a, os, as                                                                                   |                                                    | um, uma, uns, umas                                     |
| クウェンヤ                               | i, in, 'n                                                                                      |                                                    |                                                        |
| ルーマニア語                             | -(u)l, -le, -(u)a, -(u)lui, -i, -lor                                                           |                                                    | un, o, unui, unei, niște, unor                         |
| スコットランド語                         | the                                                                                            |                                                    | a                                                      |
| スコットランド・ゲール語                 | an, am, a', na, nam, nan                                                                       |                                                    |                                                        |
| シンダール語                             | i, in, -in, -n, en                                                                             |                                                    |                                                        |
| スペイン語                               | el, la, lo, los, las                                                                           |                                                    | un, una, unos, unas                                    |
| スウェーデン語                           | -en, -n, -et, -t, -na, -a                                                                      |                                                    | en, ett                                                |
| ウェールズ語                             | y, yr, -'r                                                                                     |                                                    |                                                        |
| イディッシュ語                           | דער (der), די (di), דאָס (dos), דעם (dem)                                                       |                                                    | אַ (a), אַן (an)                                         |

### 英語
英語の不定冠詞は不定の単数形の可算名詞に付き、複数形の可算名詞や不可算名詞には付かない。定冠詞は数や可算性とは無関係に付く。全く冠詞が付かない場合もある。
定冠詞
- the （子音の前では普通弱形の発音となる）

英語における定冠詞は標準英文法において原則話者とその対話者間においてある特定の物体を指すときに使われる。しかし、日常生活においてある物体が話者のみに特定されている際の使用傾向も見受けられる。
また、 "the" の物体に対する特定性の付与という性質から、空間としての連続体を切り離しある特定範囲を示す働きが現出する。
この"the"の働きは以下4種に大別される。
川、島嶼部等の自然境界を人為的に定義する
例） the Philippines, the Mississippi River, etc.
"Mt. Fuji" 等が "the" による修飾を受けないのは川、島嶼部に比べ連続体としての空間から非連続体として認知しやすい傾向にあることに基づくとされている。
大陸などの自然空間を人為的に定義する
例） the United States of America, the United Nations, etc.
複数構成単位からなるものをひとつの物体として定義する
例） the Adams, the Simpsons, etc. （アダム一家、シンプソン一家）
様態の付与
例） That's not the Tom I know. （あれは私の知っているトムではない） etc.
不定冠詞
- a （子音の前）、an （母音の前）

### ドイツ語
ドイツ語不定冠詞は不定の単数の可算名詞に付く。不定の複数の可算名詞や不可算名詞には冠詞が付かない。
定冠詞
- der とその変化形（性、数、格に応じて変化する）

不定冠詞
- ein とその変化形（性、格に応じて変化する）

### オランダ語
オランダ語の不定冠詞は不定の単数の可算名詞に付く。不定の複数の可算名詞や不可算名詞には冠詞が付かない。
定冠詞
- de [də]（通性単数・複数、中性複数）
- het [ət]（中性単数）

定冠詞は指示代名詞 die, dat の弱形に由来する。het は dat の弱形 't を綴り直したもので、人称代名詞の het とは別物である。
不定冠詞
- een [ən]（数詞の１と綴りが同じため、特に数詞であることを明示するときは één とする）

### フランス語
フランス語の不定冠詞は不定の可算名詞（単数・複数）に付く。部分冠詞は不定の不可算名詞に付く。
定冠詞
|      |      | 子音の前 | 母音の前  |
| ---- | ---- | -------- | --------- |
| 単数 | 男性 | le /lə/  | l' /l/    |
| 単数 | 女性 | la /la/  | l' /l/    |
| 複数 | 複数 | les /le/ | les /lez/ |

不定冠詞
|      |      | 子音の前 | 母音の前  |
| ---- | ---- | -------- | --------- |
| 単数 | 男性 | un /œ̃/   | un /œ̃n/   |
| 単数 | 女性 | une /yn/ | une /yn/  |
| 複数 | 複数 | des /de/ | des /dez/ |

部分冠詞
|      | 子音の前     | 母音の前    |
| ---- | ------------ | ----------- |
| 男性 | du /dy/      | de l' /dəl/ |
| 女性 | de la /dəla/ | de l' /dəl/ |

### スペイン語
英語と異なり、スペイン語では主語となる名詞には原則的に定冠詞がつく。不定冠詞はその意味を強調するときにのみ使われ、無冠詞は主語では許されない。また、不定冠詞の複数形は「いくつかの」（英語の some）と同じように使われることが多い。
定冠詞
- el （男性単数）
- los （男性複数）
- la （女性単数）
- las （女性複数）
- lo （中性）

不定冠詞
- un （男性単数）
- unos （男性複数）
- una （女性単数）
- unas （女性複数）

なお、女性名詞でも、a あるいは ha で始まる単語で、その音節にアクセントが来る場合には、el や un が使われる。
例: el agua （水）、un hada （妖精） cf. La Habana （ハバナ）、la ansiedad （不安）
また、中性形は形容詞を名詞化する際に使われる。
例: Lo maravilloso de esta ciudad es la gastronomía. （この街のすばらしい点は美食です。）

### ポルトガル語
定冠詞
- o （男性単数）
- os （男性複数）
- a （女性単数）
- as （女性複数）

不定冠詞
- um （男性単数）
- uns （男性複数、綴り注意）
- uma （女性単数）
- umas （女性複数）

### イタリア語
イタリア語は定冠詞を多用する。たとえば英語の my car は la mia automobile (*the my car) という。これは、英語の my が所有限定詞であるのに対し、イタリア語の mia は所有を表す形容詞だからである。
不定冠詞は不定の単数の可算名詞に付く。部分冠詞は不定の不可算名詞または複数の可算名詞に付く。
定冠詞
- il （男性単数）
s impura の前では lo ただし母音の前では l'
- i （男性複数）
母音、s impura の前では gli
- la （女性単数）
母音の前では l'
- le （女性複数）

不定冠詞
- un（男性単数）
s impura の前では uno
- una （女性単数）
母音の前では un'

部分冠詞
部分冠詞の語形変化は di + 定冠詞と同じである。
- del （男性不可算）
s impura の前では dello ただし母音の前では dell'
- dei （男性複数）
母音、s impura の前では degli
- della （女性不可算）
母音の前では dell'
- delle （女性複数）

### マケドニア語
マケドニア語は3種類の後置定冠詞を持ち、やや複雑な面を持つ。
|             | 男性 | 女性 | 中性 | 複数 |
| ----------- | ---- | ---- | ---- | ---- |
| В型（この） | -ов  | -ва  | -во  | -ве  |
| Н型（あの） | -он  | -на  | -но  | -не  |
| Т型（その） | -от  | -та  | -то  | -те  |

これらはそれぞれ指示代名詞 овој（この）оној（あの）тој（その）に由来し、指示代名詞の方が強意的ではあるものの意味するところは変わらない（特にВ型とН型の場合）。
овој студент = студентов（この学生）
онаа книга = книгана（あの本）
他言語で言うところの定冠詞の働きをするのはТ型である。
後置定冠詞は名詞の性・数にしたがって表のように使い分ける。名詞が形容詞を伴うときは形容詞（複数あるときは一番前のもの）に付く。
градот（その町）、големиот град（その大きな町）
形容詞に冠詞が付くときは上表の変化形が必ず適用される。それは形容詞の語尾が性・数で決まっているからである。しかし名詞に直接付くときは名詞の語尾の形に影響される。名詞の語尾は原則通りでないものがかなりあるからである。
таксите（そのタクシー；中性）
таткото（その父親；男性）
децата（その子供たち；複数）
特に中性名詞の複数形は -а で終わることがほとんどなので「中性複数は -ва, -на, -та」と言い換えてもよい。ただし形容詞を伴う場合は本来の複数形となる。e.g добрите деца（その良き子供たち）

### エスペラント
エスペラントでは置くかどうか迷ったときは置かなくてもよい。数、性、格による変化はない。
定冠詞
- la
母音を省略し l' とできる。詳しくはアポストロフィー#エスペラントを参照。

### アラビア語
アラビア語の定冠詞には数、性、格による変化はない。名詞に定冠詞がつくと形容詞にも定冠詞をつける。イダーファ構文（所有格を用いた、A の B といった構文）の場合では最後の単語 (A) にのみ定冠詞をつける。不定冠詞は存在しないが、ほとんどの場合不定名詞の最後に n が付加される。
定冠詞
- ال (al-)
定冠詞の後に太陽文字がくると太陽文字を促音で発音する。その際に前に名詞がある場合は定冠詞の a が発音されない場合もある。

- 例
كتاب  (kitābun) ある本
الكتاب (al-kitābu) その本
الكتاب الجميل (al-kitābu l-jamīlu) その美しい本
السفير (as-safīru)その大使（س (s) は太陽文字）
كتاب السفير  (kitābu s-safīri) その大使の本（イダーファ構文）

### ヘブライ語
ヘブライ語の定冠詞には数、性、格による変化はない。名詞に定冠詞がつくと形容詞にも定冠詞をつける。スミフート（連結語）の場合には、最後の単語に定冠詞をつける。不定冠詞は存在しない。
定冠詞
- ה (ha-)

- 例
ספר  (sefer) ある本
הספר (ha-sefer) その本
הספר הגדול (ha-sefer ha-gadol) その大きい本
ספר הדקדוק (sefer ha-dikduk) その文法書、（参考：定冠詞がつかないスミフートの事例、ספר דקדוק (sefer dikduk) 文法書）